# Серажутдинов, Омар Анаслаевич
Омар Анаслаевич Серажутдинов (1916—1980) — советский хозяйственный деятель.

## Биография
Родился в селе Салта Гунибского района в крестьянской семье. По национальности аварец.
В 1937 году окончил Дагестанский рыбопромышленный техникум. С 1944 года, в течение 30 лет руководил рыбной промышленностью Дагестана. Внес огромный вклад в развитие и модернизацию рыбной отрасли Дагестана. Был депутатом городского Совета и Верховного Совета ДАССР нескольких созывов. Кандидат экономических наук. В 1996 году, в честь 80-летия со дня рождения у здания рыбной промышленности в г. Махачкала открыта мемориальная доска, а также имя «Омар Серажутдинов» присвоено судну типа РДОМС.

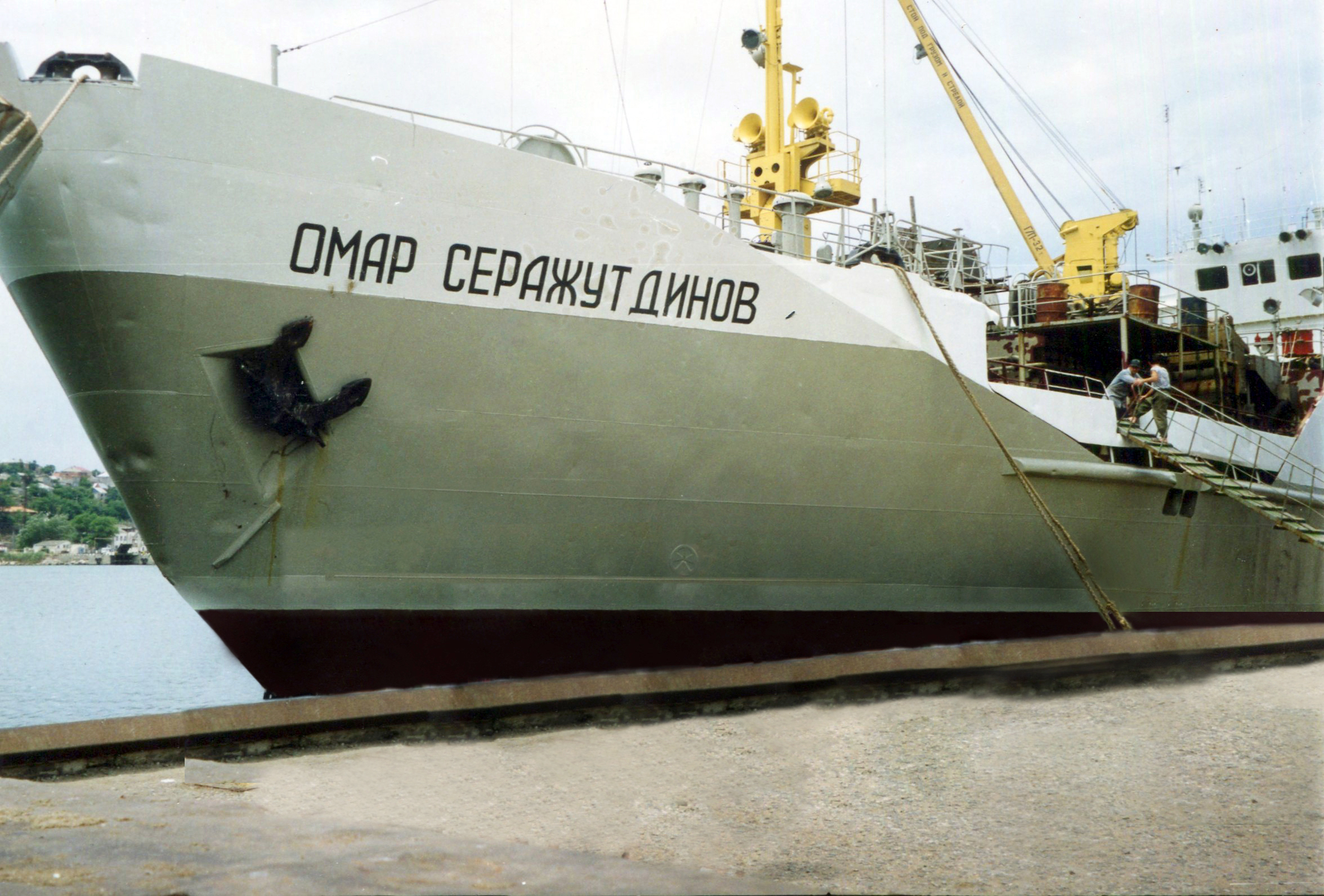
РДОМС Омар Серажутдинов, 1996 г.

### Основные этапы в работе[3]
В 1937 г. назначен директором рыбзавода «Главный Сулак»
В 1939 году вступил в Коммунистическую партию
В 1939 году был призван в армию, участвовал в Финской войне. Был демобилизован по состоянию здоровья
В 1941—1944 гг. работа на партийных должностях в Дагестанском Обкоме и Махачкалинском Горкоме
В 1944—1974 гг. управляющий Дагрыбтрестом
В 1958 окончил Высшую партийную школу при ЦК КПСС, был избран в Депутаты Верховного Совета Дагестанской АССР.

### Основные достижения в рыбной отрасли
- Объединены все предприятия рыбной отрасли Дагестана в Дагрыбтрест
- Разработан и внедрен новый метод лова рыбы — экспедиционный
- В 4 раза увеличена численность флота Дагестана по сравнению с 1940 г.
- Выполнена техническая и технологическая реконструкция всех производств рыбной отрасли
- Построен судоремонтный завод и реконструирован морской рыбный порт
- В 1961 году на совещании специалистов рыбной отрасли Омар Серажутдинов настоял на отмене сетного лова в Каспийском море, что позволило сохранить популяцию осетровых пород
- Для компенсации потерь от отмены сетного лова воссозданы нерестилища ценных пород рыб в дельте Терека и разработаны проекты крупных рыбохозяйственных водоемов — Аракумских, Нижне-Терских, Кара-кольских с общей площадью 47 тыс. гектаров
- В Дагестане создана система прудового рыбоводства
- Силами Дагрыбтреста построены и введены в эксплуатацию множество жилых домов, производственных фондов, объектов социально-культурного значения

## Награды
- Орден «Знак Почёта», награждён Указом Президиума Верховного Совета СССР от 15 мая 1944 г., № ордена 51057
- Медаль «За оборону Кавказа», награждён Указом Президиума Верховного Совета СССР от 1 мая 1944 г.
- Медаль «За доблестный труд в годы ВОВ 1941—1945 гг.», награждён Указом Президиума Верховного Совета СССР от 6 июня 1945 г.
- Медаль «За трудовую доблесть», награждён Указом Президиума Верховного Совета СССР от 24 декабря 1965 г.